# Comuna Lindås
Lindås a fost o comună din fosta provincie norvegiană Hordaland. Localitatea acesteia de reședință a fost Knarvik.
În urma reformei administrative din anul 2020, comuna Lindås, alături de Radøy și Meland au fost comasate pentru a forma noua comună Alver.